# Taipoiti (rivière)
La rivière Taipoiti   (en anglais : Taipoiti River) est un court cours d’eau de la région de  Canterbury de l’Ile du Sud de la Nouvelle-Zélande.

## Géographie
C’est l’une des sources de le fleuve Waimakariri, qui s’écoule vers le sud-est à partir de la chaîne de ‘Shaler Range’ pour atteindre la rivière White.